# Théorème de Squire
En mécanique des fluides le théorème de Squire montre que dans un écoulement incompressible plan les perturbations transversales peuvent être ignorées dans l'étude de la stabilité linéaire de cet écoulement. Ceci a été démontré par Herbert Squire en 1933 et avait fait l'objet de travaux par Osborne Reynolds en 1894.

## Stabilité linéaire
L'équation de Orr-Sommerfeld est une équation aux valeurs propres décrivant l'évolution de perturbations infinitésimales dans un écoulement incompressible parallèle visqueux, décrit par les équations de Navier-Stokes. Ce type d'analyse s'étend à l'équation de Rayleigh pour un écoulement non visqueux, décrit par les équations d'Euler.
On prend le cas d'un écoulement de Poiseuille en géométrie plane, se déplaçant suivant x entre deux plaques, décrit par la vitesse moyenne  {\displaystyle \mathbf {V} =(u(y),0,0)}  et perturbé par une onde harmonique
{\displaystyle \mathbf {V} '=W(y)\mathrm {e} ^{\mathrm {i} \left(\alpha x+\beta z-\omega ct\right)}}
où α et β sont les nombres d'onde, ω la pulsation et c la vitesse de propagation. W(y) est une fonction régulière arbitraire.
Squire a montré que l'équation de stabilité de ce problème était identique à celle d'un problème sans perturbation en z à condition de prendre une perturbation équivalente αeq telle que
{\displaystyle \alpha _{eq}^{2}=\alpha ^{2}+\beta ^{2}}
et un nombre de Reynolds  {\displaystyle Re_{eq}} tel que
{\displaystyle Re_{eq}\alpha _{eq}=Re\,\alpha }
On a donc
{\displaystyle Re_{eq}\leq Re}
D'où le théorème de Squire : à toute perturbation tridimensionnelle on peut associer un mode bidimensionnel qui est plus instable. L'étude de la perturbation bidimensionnelle est donc suffisante pour établir un critère de stabilité.